# Leo P. Lamoureux Memorial Trophy
Leo P. Lamoureux Memorial Trophy byla trofej každoročně udělována nejproduktivnějšímu hráči působícím v IHL. 11. ledna 1961 zemřel v nemocnici obránce a trenér Leo Lamoureux, na jeho počest byla tato trofej přejmenována. Před jeho přejmenovéní nesla název trofeje George H. Wilkinson Trophy, pojmenována byla po Lt-Col., George H. Wilkinson narozen ve Windsoru, byl zlatníkem a rovněž sponzorem předešlé ligy.

## Vítěz
| George H. Wilkinson Trophy       | George H. Wilkinson Trophy | George H. Wilkinson Trophy |
| Sezóna                           | Hráč                       | Tým                        |
| -------------------------------- | -------------------------- | -------------------------- |
| 1946-47                          | Harry Marchand             | Windsor Spitfires          |
| 1947-48                          | Dick Kowcinak              | Detroit Auto Club          |
| 1948-49                          | Leo Richard                | Toledo Mercurys            |
| 1949-50                          | Dick Kowcinak              | Sarnia Sailors             |
| 1950-51                          | Herve Parent               | Grand Rapids Rockets       |
| 1951-52                          | George Parker              | Grand Rapids Rockets       |
| 1952-53                          | Alex Irving                | Milwaukee Chiefs           |
| 1953-54                          | Don Hall                   | Johnstown Jets             |
| 1954-55                          | Phil Goyette               | Cincinnati Mohawks         |
| 1955-56                          | Max Mekilok                | Cincinnati Mohawks         |
| 1956-57                          | Pierre Brillant            | Indianapolis Chiefs        |
| 1957-58                          | Warren Haynes              | Cincinnati Mohawks         |
| 1958-59                          | George Ranieri             | Louisville Rebels          |
| 1959-60                          | William "Chick" Chalmers   | Louisville Rebels          |
| Leo P. Lamoureux Memorial Trophy |                            |                            |
| Sezóna                           | Hráč                       | Tým                        |
| 1960-61                          | Ken Yackel                 | Minneapolis Millers        |
| 1961-62                          | Len Thornson               | Fort Wayne Komets          |
| 1962-63                          | Ed "Moe" Bartoli           | Minneapolis Millers        |
| 1963-64                          | Len Thornson               | Fort Wayne Komets          |
| 1964-65                          | Lloyd Maxfield             | Port Huron Flags           |
| 1965-66                          | Bobby Rivard               | Fort Wayne Komets          |
| 1966-67                          | Len Thornson               | Fort Wayne Komets          |
| 1967-68                          | Gary Ford                  | Muskegon Mohawks           |
| 1968-69                          | Don Westbrooke             | Dayton Gems                |
| 1969-70                          | Don Westbrooke             | Dayton Gems                |
| 1970-71                          | Darrel Knibbs              | Muskegon Mohawks           |
| 1971-72                          | Gary Ford                  | Muskegon Mohawks           |
| 1972-73                          | Gary Ford                  | Muskegon Mohawks           |
| 1973-74                          | Peter Mara                 | Des Moines Capitols        |
| 1974-75                          | Rick Bragnalo              | Dayton Gems                |
| 1975-76                          | Len Fontaine               | Port Huron Flags           |
| 1976-77                          | Jim Koleff                 | Flint Generals             |
| 1977-78                          | Jim Johnston               | Flint Generals             |
| 1978-79                          | Terry McDougall            | Fort Wayne Komets          |
| 1979-80                          | Al Dumba                   | Fort Wayne Komets          |
| 1980-81                          | Marcel Comeau              | Saginaw Gears              |
| 1981-82                          | Brent Jarrett              | Kalamazoo Wings            |
| 1982-83                          | Dale Yakiwchuk             | Milwaukee Admirals         |
| 1983-84                          | Wally Schreiber            | Fort Wayne Komets          |
| 1984-85                          | Scott MacLeod              | Salt Lake Golden Eagles    |
| 1985-86                          | Scott MacLeod              | Salt Lake Golden Eagles    |
| 1986-87                          | Jock Callander             | Muskegon Lumberjacks       |
| 1986-87                          | Jeff Pyle                  | Saginaw Generals           |
| 1987-88                          | John Cullen                | Flint Spirits              |
| 1988-89                          | Dave Michayluk             | Muskegon Lumberjacks       |
| 1989-90                          | Michel Mongeau             | Peoria Rivermen            |
| 1990-91                          | Lonnie Loach               | Fort Wayne Komets          |
| 1991-92                          | Dmitri Kvartalnov          | San Diego Gulls            |
| 1992-93                          | Tony Hrkac                 | Indianapolis Ice           |
| 1993-94                          | Rob Brown                  | Kalamazoo Wings            |
| 1994-95                          | Stéphane Morin             | Minnesota Moose            |
| 1995-96                          | Rob Brown                  | Chicago Wolves             |
| 1996-97                          | Rob Brown                  | Chicago Wolves             |
| 1997-98                          | Patrice Lefebvre           | Las Vegas Thunder          |
| 1998-99                          | Brian Wiseman              | Houston Aeros              |
| 1999-00                          | Steve Maltais              | Chicago Wolves             |
| 2000-01                          | Derek King                 | Grand Rapids Griffins      |
| 2000-01                          | Steve Larouche             | Chicago Wolves             |